# Mézos
Mézos település Franciaországban, Landes megyében. Lakosainak száma 855 fő (2022. január 1.). Mézos Bias, Escource, Lesperon, Lévignacq, Mimizan, Onesse-Laharie, Saint-Julien-en-Born, Saint-Paul-en-Born és Uza községekkel határos.

## Népesség
A település népességének változása:
| Lakosok száma | 1016 | 810  | 851  | 845  | 853  | 850  | 824  | 828  | 831  | 855  |
|               | 1968 | 1982 | 1990 | 2006 | 2013 | 2015 | 2017 | 2019 | 2020 | 2022 |